# Auguste de La Brély
Auguste Joseph Girard de La Brély, né le 26 février 1838 à Fuissé, et mort à Lyon le 20 avril 1906, est un peintre français.

## Biographie
Auguste de La Brély étudie à l'École nationale supérieure des beaux-arts de Paris auprès de Charles Gleyre puis revient à Lyon.

## Œuvres
- Le Tir à l'Arc
- portraits de Victorien Sardou et Louis-Marie Caverot.

Il est chargé de copier les quatorze tableaux de Jean-Honoré Fragonard, Les Progrès de l'amour dans le cœur d'une jeune fille.

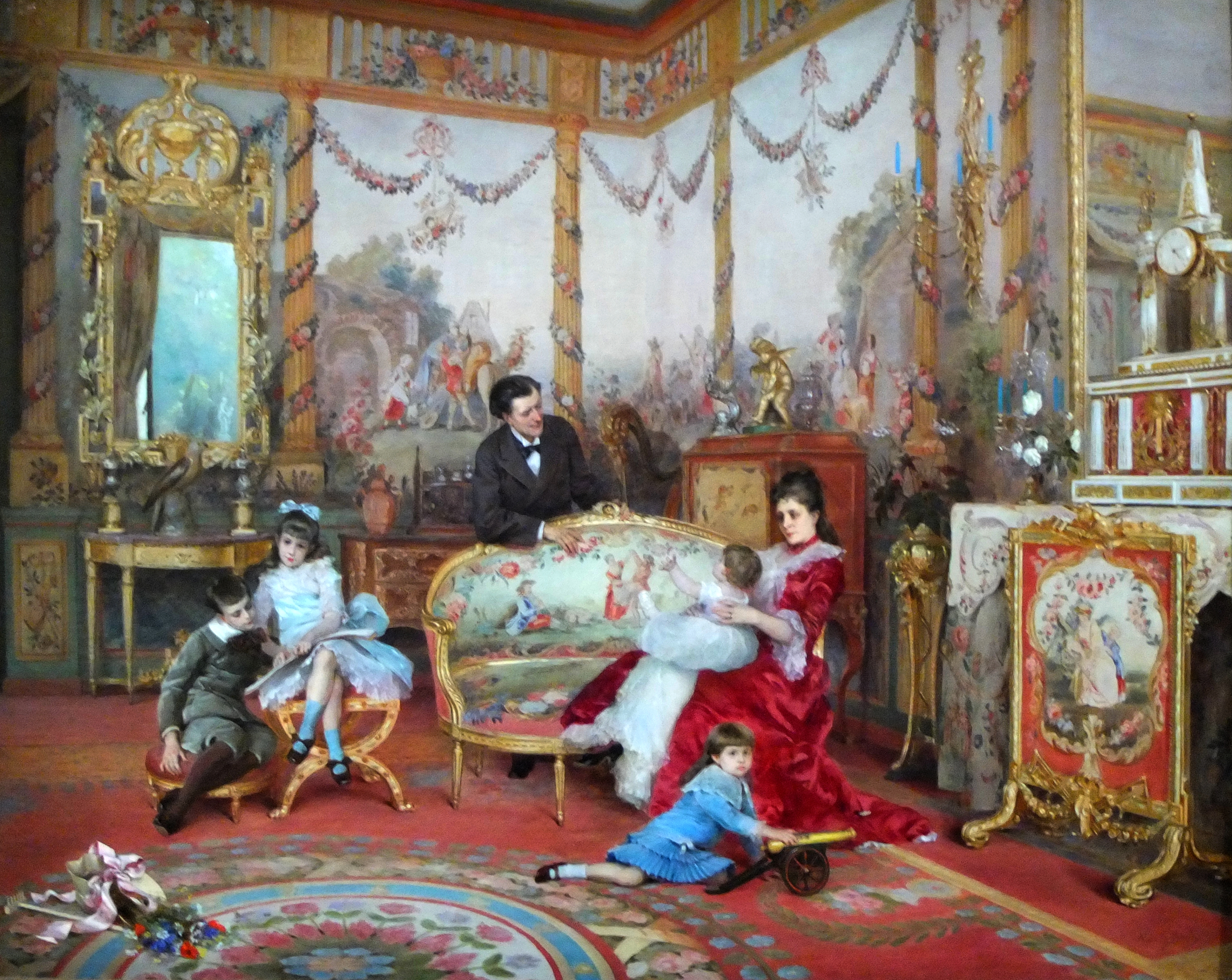
Victorien Sardou et sa famille, musée Carnavalet.